# Nicolas Varopoulos
Nicolas Theodore Varopoulos (griechisch Νικόλαος Βαρόπουλος Nikolaos Varopoulos, auch Nicholas Varopoulos; * 16. Juni 1940) ist ein griechischer Mathematiker, der sich mit harmonischer Analysis und speziell Analysis auf Liegruppen beschäftigt.
Varopoulos ist der Sohn des Mathematikprofessors in Thessaloniki Theodore Varopoulos (1894–1957), einem Schüler von Paul Montel. Varopoulos promovierte 1965 an der Universität Cambridge bei John Hunter Williamson. Dort war er ab 1965 Lecturer in Mathematik. Nach seiner Zeit in Cambridge war er Professor an der Universität Pierre und Marie Curie (Universität Paris VI).
1968 erhielt er den ersten Salem-Preis. 1990 war er Gastredner auf dem Internationalen Mathematikerkongress in Kyōto (Analysis and geometry on groups) und 1970 in Nizza (Groupes des fonctions continues en analyse harmoniques). Zu seinen Doktoranden zählen Thomas William Körner und Laurent Saloff-Coste.

## Schriften
- mit L. Saloff-Coste, T. Coulhon: Analysis and Geometry on Groups. Cambridge University Press, 1992
- Tensor analysis and harmonic analysis, Acta Mathematica, Band 119, 1967, S. 51–112.
- mit D. L. Salinger: Convolutions of measures and sets of analyticity". Math. Scand., Band 25, 1969, S. 5–18
- Groups of continuous functions in harmonic analysis,  Acta Mathematica, Band 125, 1970, S. 109–152